# Felice Schragenheim
Felice Rachel Schragenheim (ur. 9 marca 1922 w Berlinie, zm. na początku 1945 w pobliżu Bergen-Belsen) – niemiecka Żydówka, uczestniczka ruchu oporu, więźniarka obozów koncentracyjnych Theresienstadt, Auschwitz-Birkenau, Groß-Rosen (obecnie Rogoźnica, woj. dolnośląskie). Jej historia stała się znana za sprawą austriackiej pisarki Eriki Fischer, która w książce Aimée & Jaguar opisała historię jej związku z Niemką Lilly Wust.

## Rodzina
Rodzicami Felice byli lekarze dentyści, dr Albert Schragenheim i dr Erna Schragenheim, z d. Karewski. Siostra Felice, Irene Cahn, z d. Schragenheim, wyemigrowała w czasie wojny do Anglii. Babcia Felice od strony matki, Hulda Karewski została zamordowana 15 września 1942 w Theresienstadt, do którego potem trafiła sama Felice.
Jej krewnym ze strony ojca jest Lion Feuchtwanger.

## Okoliczności śmierci
Felice Schragenheim została aresztowana przez Gestapo dnia 21 sierpnia 1944 roku ze względu na swoje żydowskie pochodzenie i przewieziona do obozu zbiorczego dla Żydów przy Schulstraße 78, gdzie uprzednio funkcjonował Szpital Żydowski. Stąd natomiast wczesnym rankiem 8 września 1944 roku transportem nr 14890-I/116 wyrusza do Theresienstadt, który znajdował się na terenie Protektoratu Czech i Moraw, tzw. „getta dla starców”, gdzie 15 września 1942 roku została zamordowana jej babcia Hulda Karewski. 9 października 1944 roku, gdy w przemyśle wojennym gwałtownie wzrasta zapotrzebowanie również na żydowską siłę roboczą, Felice z Theresienstadt zostaje wysłana transportem do Auschwitz. Po tygodniu zostaje wysłana jako młoda i zdolna do pracy do Groß-Rosen na piechotę. Stamtąd wraz z tysiącem innych trafia do podobozu Kurzbach (Bukołowo, około 50 km na północ od Wrocławia). 25 stycznia 1945 roku obóz Kurzbach zostaje ewakuowany, kobiety na mrozie muszą maszerować przez 8 dni do obozu macierzystego Groß-Rosen, gdzie pozostają 2 tygodnie. Po tym czasie w otwartych wagonach towarowych ruszają w drogę do Bergen-Belsen. Felice Schragenheim umiera podczas deportacji do tego obozu, bądź też już w samym obozie. W 1948 roku zostaje oficjalnie uznana za zmarłą na mocy decyzji Sądu Rejonowego w Berlinie-Charlottenburgu, a jako dzień jej śmierci zostaje podany 31 grudnia 1944. Jednak faktyczna data jej śmierci oraz dokładne jej miejsce pozostaje nieznane.

## Film

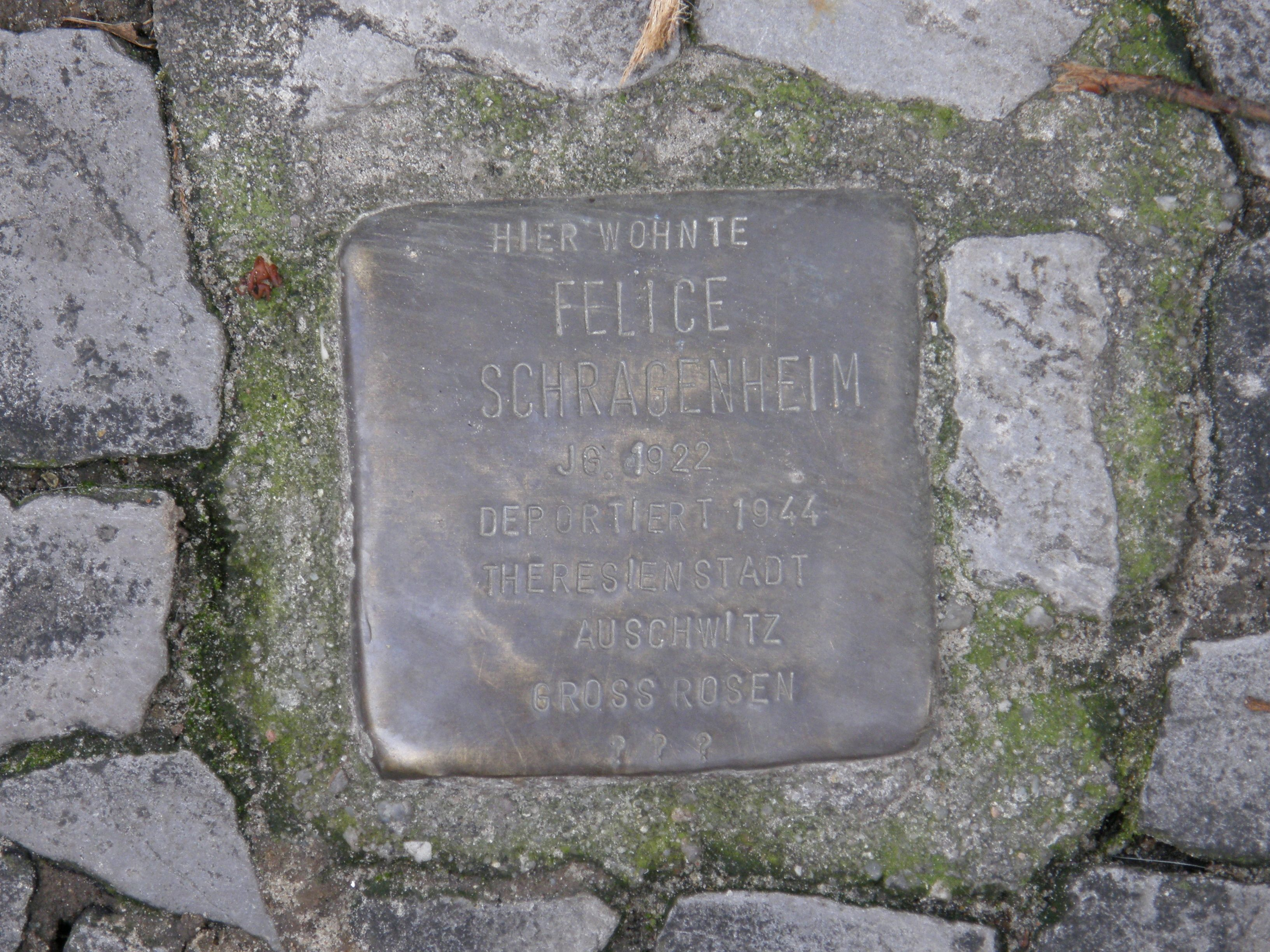
Stolperstein upamiętniający Felice Schragenheim. Znajduje się przy Friedrichshaller Straße 23, w Berlinie

W 1999 Max Färberböck wyreżyserował film będący ekranizacją powieści „Aimée & Jaguar” z Marią Schrader i Juliane Köhler w rolach głównych. Muzykę do filmu skomponował Jan A.P. Kaczmarek.

## Wystawa
Kilkaset dokumentów i fotografii Felice, które przechowywała Lilly Wust, zostały po jej śmierci w 2006 r. przekazane do Muzeum Żydowskiego w Berlinie i są prezentowane w stałej wystawie „Two Millennia of German Jewish History” w segmencie „Persecution-Resistance-Annihilation”.